# Municipio de Nether Providence
El municipio de Nether Providence (en inglés: Nether Providence Township) es un municipio ubicado en el condado de Delaware en el estado estadounidense de Pensilvania. En el año 2000 tenía una población de 13.456 habitantes y una densidad poblacional de 1,103.4 personas por km².

## Geografía
El municipio de Nether Providence se encuentra ubicado en las coordenadas 39°53′00″N 75°21′59″O / 39.88333, -75.36639.

## Demografía
Según la Oficina del Censo en 2000 los ingresos medios por hogar en la localidad eran de $68,059 y los ingresos medios por familia eran de $78,491. Los hombres tenían unos ingresos medios de $72,370 frente a los $49,048 para las mujeres. La renta per cápita de la localidad era de $32,946. Alrededor del 3,4% de la población estaba por debajo del umbral de pobreza.